# Out of a Forest
|  | Denne artikel er oprettet af botten PalnaBot ud fra en ekstern database. Den kan derfor have sproglige fejl eller mangler. Denne skabelon kan fjernes efter kontrol af indholdet. |

Out of a Forest er en dukkefilm fra 2010 instrueret af Tobias Gundorff Boesen efter manuskript af Tobias Gundorff Boesen.

## Handling
'Out Of A Forest' handler om en ung kanin, som inviteres til et sent middagsselskab i en skov. Med lamper og lysekroner i trætoppene, månen på den stjernefyldte himmel og de ældre kaniner omkring ham drikker de vin og fortæller historier.